# رود گابریک

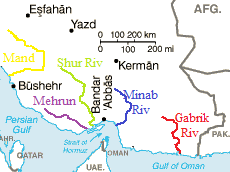
نقشه رودهای جنوب ایران

رود گابریک رودی در جنوب ایران است که در استان هرمزگان به دریای عمان می‌ریزد.